# Санта-Марія-ін-Монтесанто

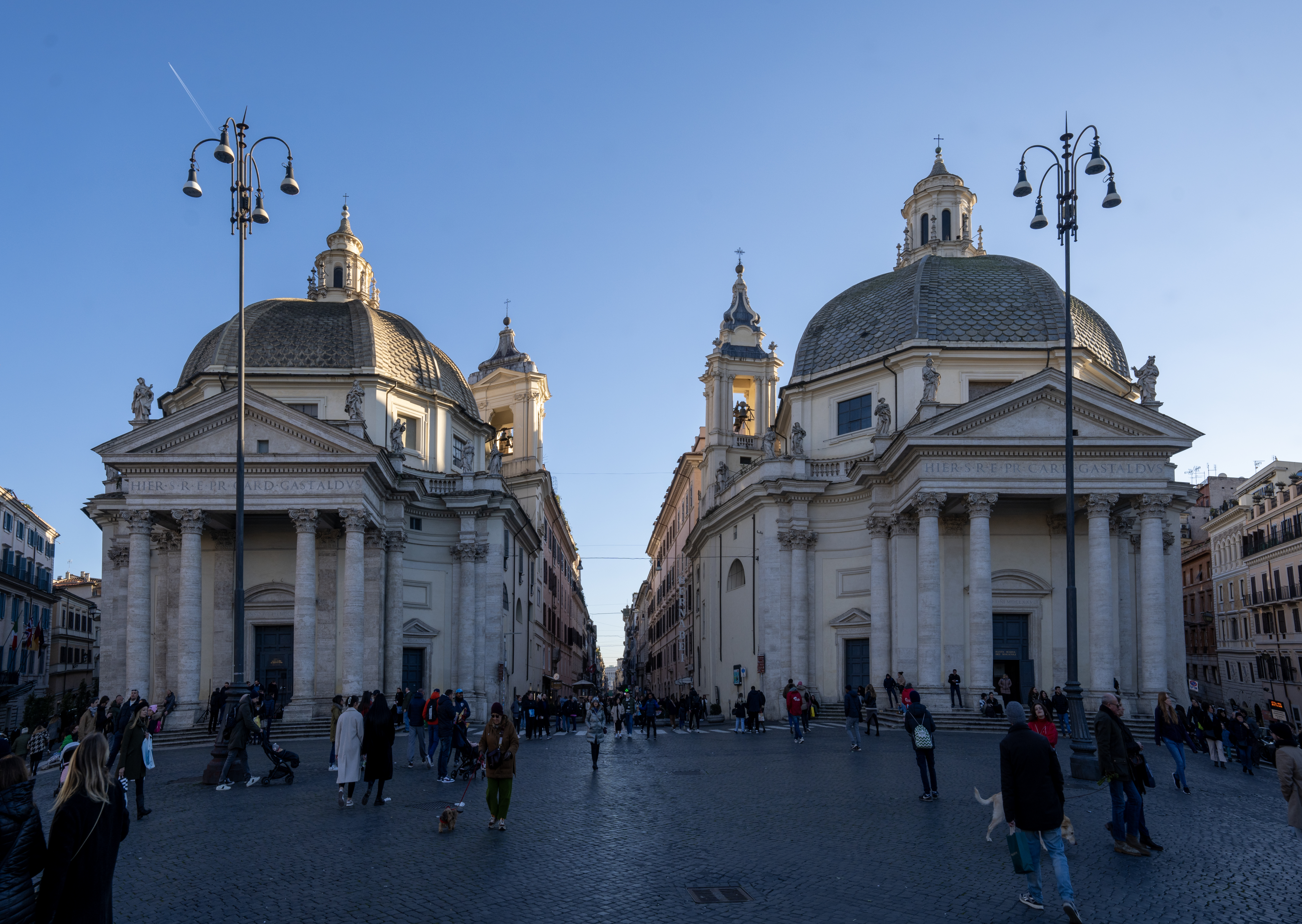
П'яцца дель Пополо
(Вигляд на південь:церкви Санта-Марія-дей-Міраколі і Санта-Марія-ін-Монтесанто (зліва))

Церква Санта-Марія-ін-Монтесанто (італ. Basilica di Santa Maria in Montesanto) належить до найвідоміших церков Рима. Побудована між 1662 та 1679 роками разом із своює близнючкою — Санта-Марія-дей-Міраколі на П'яцца-дель-Пополо. Архітекторами цих будівель, на заході від Via del Corso — Санта-Марія-дей-Міраколі і на сході Санта-Марія-ін-Монтесанто були — Карло Райнальді, Карло Фонтана та Лоренцо Берніні. Припускається також урбаністичний вплив папи Олександра VII на облаштування цього архітектурного комплексу на П'яцца дель Пополо.
На противагу до круглих обрисів Санта-Марія-дей-Міраколі церква Санта-Марія-ін-Монтесанто має овальні форми центральної будови. Головний портал її також виходить на площу.

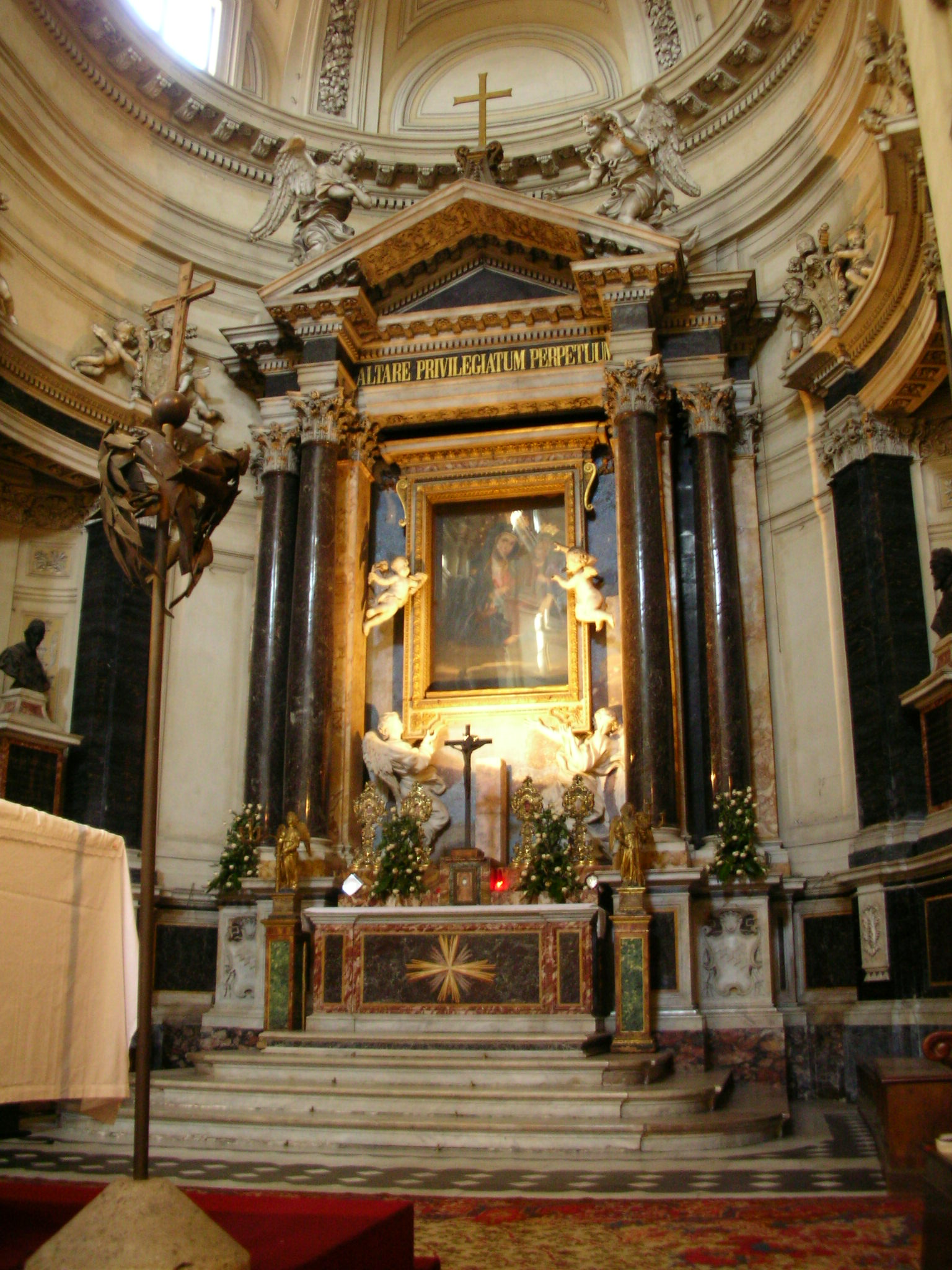
Санта-Марія-ін-Монтесанто, головний вівтар

Інтер'єр прикрашено вівтарем роботи Маттіа де Россі. Карло Маратта є творцем картини вівтаря третьої каплиці зліва від входу до церкви.